# Аріант (цар скіфів)
Аріант (грец. Ἀριάντας) — скіфський династ, про якого Геродот повідомляє у своєму відомому уривку (Історія. IV.81), який має фольклорний характер.
За Геродотом, Аріант, бажаючи дізнатися кількість своїх воїнів, провів своєрідний перепис населення, звелівши кожному скіфу принести вістря стріли. З них він повелів вилити казан. Далі Геродот пише, що йому показували той казан, що був встановлений у місцевості Екзампей між Борисфеном і Гіпанісом. Він вміщував шістсот амфор і мав шість пальців завтовшки.
Відсутність Аріанта у переліку скіфських царів, сам сюжет геродотової легенди залишаються джерелом багатьох спекуляцій та позанаукових гіпотез.
Враховуючи подання Геродотом інформації («Проте одну річ мені показали наочно.» (IV.81)) можна припустити, що означений казан існував, але виконував дещо інші функції, а саме культові.
Щодо історичності і часу Аріанта — можливо у проміжку до 496 — ~ 480 рр. до н. е., тобто з часу виникнення Причорноморської Скіфії і до орієнтовного початку правління Аріапейта. Висловлено думку, що Аріант «…був батьком Аріапіфа і сином Ідантірса…»
Етимологія імені Аріант
- грец. Ἀριάντας < скіф. *arya- -anda  — укр. арійський.[3]
- грец. Ἀριάντας < скіф. aryant(a)- < д. ір. *ar-i̯ant- — укр. швидкий, стрімкий.[4]

## Уривок з Мельпомени, присвячений Аріанту[5]
81. …Їхній цар, якого звали Аріант, захотів довідатися, скільки є скіфів, і для цього наказав усім скіфам кожному принести по одному наконечнику стріли. А хто не принесе, тому він загрожував смертю. Отже, коли йому принесли дуже багато наконечників стріл, він вирішив спорудити з них постійний пам'ятник. З них він зробив цей казан і присвятив його тому Ексампаєві…